# Arnold von Winkelried
Arnold Winkelried, o anche Arnold von Winkelried (Stans, ... – Sempach, 9 luglio 1386, presunta), è stato un cavaliere medievale svizzero, figura mitica della storia elvetica.

## La leggenda e il mito

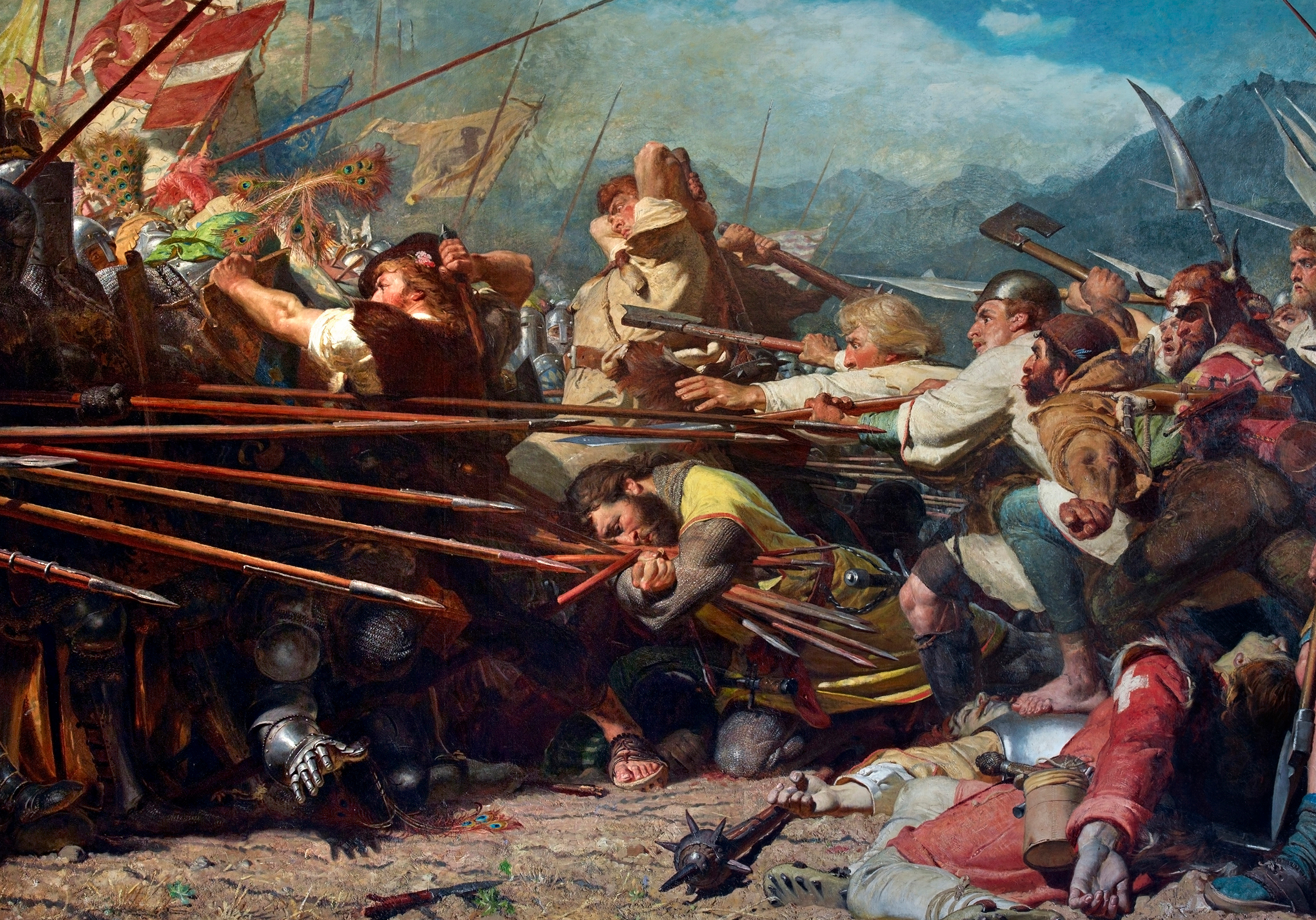
Wikelried a Sempach, di Konrad Grob.

Si racconta che durante la battaglia di Sempach del 9 luglio 1386 tra i cavalieri asburgici e i confederati, questi ultimi stessero per venir schiacciati dall'impenetrabile muro di lance dei cavalieri austriaci. A questo punto Winkelried, dopo aver raccomandato la sua famiglia ai commilitoni, si sarebbe gettato contro il nemico e, raccogliendo su di sé le punte delle lunghe lance, abbia permesso alle truppe elvetiche di entrare nella breccia così creata nello schieramento avversario e sconfiggere gli aggressori imperiali.
La prima citazione di tale atto eroico, ancora anonimo, si ha però soltanto nelle cronache zurighesi del 1476; un uomo che potrebbe essere Arnold è stato coinvolto in una causa legale nel 1389. Solo nel 1564 si ha finalmente un nome grazie alla cronica di Tschudi dove lo si cita con il nome di "Signor Arnold von Winckelriet, cavaliere".
Va però precisato che sia nella cronaca bernese di Diebold Schilling il Vecchio, sia quella di Bendicht Tschachtlan che furono redatte tra il 1470 e il 1513, non menzionano tale atto eroico, pur descrivendo in maniera dettagliata lo svolgimento della battaglia. Il cognome Winkelried fu comunque un nome noto fino al XV secolo nella città di Stans nel canton Nidvaldo.
Fu solo nel XIX secolo che iniziò un vero e proprio culto dell'eroe, nominandolo eroe nazionale a seguito della guerra del Sonderbund. Nel 1865, l'artista Ferdinand Schlöth eresse a Stans il monumento in suo onore che ancora oggi si può ammirare.

## Espressioni comuni
"Fare il Winkelried" è ancora usato in Svizzera come termine per descrivere colui che, eroicamente, si assume tutte le colpe o si immola per un ideale.